# Rising Stars Challenge
Pour les articles homonymes, voir Rookie (homonymie).
Le Rising Stars Challenge est une compétition de basket-ball ayant lieu durant le NBA All-Star Weekend, la journée précédant le All-Star Game. De 1994 à 1998, l’événement était appelé le "Rookie Game", et était composé uniquement de joueurs de première année. De 2000 à 2011, le match opposait une équipe de joueurs effectuant leur première saison en NBA (les Rookies) contre une équipe de joueurs effectuant leur deuxième saison en NBA (les Sophomores). Le changement de format est largement dû à l'annulation du All-Star Weekend, en 1999 à cause du Lock-out cette saison-là. Il était sponsorisé par l’opérateur T-Mobile, tandis qu'aujourd'hui, il est sponsorisé par le groupe bancaire espagnol Banco Bilbao Vizcaya Argentaria.
Dans le passé, la NBA expérimenta divers autres formats. Il y eut notamment des confrontations opposant les rookies de la Conférence Est aux rookies de la Conférence Ouest, les joueurs étant désignés arbitrairement dans les équipes.

En 2012, le format fut changé pour deux équipes sélectionnées par deux légendes de la NBA, Charles Barkley (Team Chuck) et Shaquille O'Neal (Team Shaq). Contrairement aux rencontres NBA, le match est divisé en deux mi-temps de vingt minutes, similaires au format NCAA. Les joueurs participants sont choisis par les entraîneurs assistants de la ligue. Pendant le match, les joueurs portent leurs maillots respectifs. En 2014, les équipes ont été sélectionnées par Grant Hill (Team Hill) et Chris Webber (Team Webber). 
De 2015 à 2021, ce match opposait les joueurs américains aux joueurs internationaux. 
Depuis 2022, il s’agit d’un tournoi à quatre équipes de sept joueurs qui vont s’affronter dans un format demi-finale puis finale. Pour gagner ces matchs, il n’y aura pas de temps mais seulement un nombre de points à atteindre. La compétition se compose des joueurs rookies, sophomores et des joueurs évoluant en NBA Gatorade League. 

## Historique des résultats
| Année | Équipe vainqueur                     | Équipe battue                        | Score                                | MVP                                  |
| ----- | ------------------------------------ | ------------------------------------ | ------------------------------------ | ------------------------------------ |
| 2025  | Team Chris Mullin                    | Team G League                        | 25-14                                | Stephon Castle                       |
| 2024  | Team Jalen Rose                      | Team Detlef Schrempf                 | 25-13                                | Bennedict Mathurin                   |
| 2023  | Team Pau Gasol                       | Team Joakim Noah                     | 25-20                                | Jose Alvarado                        |
| 2022  | Team Rick Barry                      | Team Isiah Thomas                    | 25-23                                | Cade Cunningham                      |
| 2021  | Team USA                             | Team World                           | Non joué                             | -                                    |
| 2020  | Team USA                             | Team World                           | 151-131                              | Miles Bridges                        |
| 2019  | Team USA                             | Team World                           | 161-144                              | Kyle Kuzma                           |
| 2018  | Team World                           | Team USA                             | 155-124                              | Bogdan Bogdanović                    |
| 2017  | Team World                           | Team USA                             | 150-141                              | Jamal Murray                         |
| 2016  | Team USA                             | Team World                           | 157-154                              | Zach LaVine                          |
| 2015  | Team World                           | Team USA                             | 121-112                              | Andrew Wiggins                       |
| 2014  | Team Grant Hill                      | Team Chris Webber                    | 142-136                              | Andre Drummond                       |
| 2013  | Team Chuck                           | Team Shaq                            | 163-135                              | Kenneth Faried                       |
| 2012  | Team Chuck                           | Team Shaq                            | 146-133                              | Kyrie Irving                         |
| 2011  | Rookies                              | Sophomores                           | 148-140                              | John Wall                            |
| 2010  | Rookies                              | Sophomores                           | 140-128                              | Tyreke Evans                         |
| 2009  | Sophomores                           | Rookies                              | 122-116                              | Kevin Durant                         |
| 2008  | Sophomores                           | Rookies                              | 136-109                              | Daniel Gibson                        |
| 2007  | Sophomores                           | Rookies                              | 155 - 114                            | David Lee                            |
| 2006  | Sophomores                           | Rookies                              | 106-96                               | Andre Iguodala                       |
| 2005  | Sophomores                           | Rookies                              | 133-106                              | Carmelo Anthony                      |
| 2004  | Sophomores                           | Rookies                              | 142-118                              | Amar'e Stoudemire                    |
| 2003  | Sophomores                           | Rookies                              | 132-112                              | Gilbert Arenas                       |
| 2002  | Rookies                              | Sophomores                           | 103-97                               | Jason Richardson                     |
| 2001  | Sophomores                           | Rookies                              | 121-113                              | Wally Szczerbiak                     |
| 2000  | Rookies                              | Sophomores                           | 92-83 (prolongations)                | Elton Brand                          |
| 1999  | Match annulé (pour cause de lockout) | Match annulé (pour cause de lockout) | Match annulé (pour cause de lockout) | Match annulé (pour cause de lockout) |
| 1998  | Est                                  | Ouest                                | 85-80                                | Žydrūnas Ilgauskas                   |
| 1997  | Est                                  | Ouest                                | 96-91                                | Allen Iverson                        |
| 1996  | Est                                  | Ouest                                | 94-92                                | Damon Stoudamire                     |
| 1995  | White                                | Green                                | 83-79 (prolongations)                | Eddie Jones                          |
| 1994  | Phenoms                              | Sensations                           | 74-68                                | Anfernee Hardaway                    |

## Effectifs par année

### Compétition 2025
| Joueur               | Équipe                   |
| -------------------- | ------------------------ |
| Stephon Castle       | Spurs de San Antonio     |
| Ryan Dunn            | Suns de Phoenix          |
| Zach Edey            | Grizzlies de Memphis     |
| Keyonte George       | Jazz de l'Utah           |
| Trayce Jackson-Davis | Warriors de Golden State |
| Dalton Knecht        | Lakers de Los Angeles    |
| Jaylen Wells         | Grizzlies de Memphis     |

| Joueur             | Équipe                          |
| ------------------ | ------------------------------- |
| Toumani Camara     | Trail Blazers de Portland       |
| Carlton Carrington | Wizards de Washington           |
| Bilal Coulibaly    | Wizards de Washington           |
| Scoot Henderson    | Trail Blazers de Portland       |
| Yves Missi         | Pelicans de La Nouvelle-Orléans |
| Amen Thompson      | Rockets de Houston              |
| Ausar Thompson     | Pistons de Détroit              |

| Joueur             | Équipe                   |
| ------------------ | ------------------------ |
| Anthony Black      | Magic d'Orlando          |
| Tristan da Silva   | Magic d'Orlando          |
| Gradey Dick        | Raptors de Toronto       |
| Jaime Jaquez Jr.   | Heat de Miami            |
| Zaccharie Risacher | Hawks d'Atlanta          |
| Alex Sarr          | Wizards de Washington    |
| Brandin Podziemski | Warriors de Golden State |

| Joueur         | Équipe                      |
| -------------- | --------------------------- |
| JD Davison     | Celtics du Maine            |
| Mac McClung    | Magic d'Osceola             |
| Bryce McGowens | Remix de Rip City           |
| Leonard Miller | Wolves de l'Iowa            |
| Dink Pate      | Capitanes de Mexico         |
| Reed Sheppard  | Vipers de Rio Grande Valley |
| Pat Spencer    | Warriors de Santa Cruz      |

|  | Demi-finales  | Demi-finales  |            |    | Finale | Finale |
|  | Demi-finales  | Demi-finales  |            |    | Finale | Finale |
|  |               |               |            |    |        |        |
|  |               |               |            |    |        |        |
|  |               |               |            |    |        |        |
|  | Team Chris    | 40            |            |    |        |        |
|  | Team Chris    | 40            |            |    |        |        |
|  | Team Tim      | 34            |            |    |        |        |
|  | Team Tim      | 34            | Team Chris | 25 |        |        |
|  |               |               | Team Chris | 25 |        |        |
|  |               | Team G League | 14         |    |        |        |
|  | Team G League | Team G League | 14         | 40 |        |        |
|  | Team G League |               |            | 40 |        |        |
|  | Team Mitch    | 39            |            |    |        |        |
|  | Team Mitch    | 39            |            |    |        |        |

### Compétition 2024
| Joueur             | Équipe                   |
| ------------------ | ------------------------ |
| Bilal Coulibaly    | Wizards de Washington    |
| Jaime Jaquez Jr.   | Heat de Miami            |
| Brandon Miller     | Hornets de Charlotte     |
| Brandin Podziemski | Warriors de Golden State |
| Jabari Smith Jr.   | Rockets de Houston       |
| Cason Wallace      | Thunder d'Oklahoma City  |
| Victor Wembanyama  | Spurs de San Antonio     |

| Joueur             | Équipe                          |
| ------------------ | ------------------------------- |
| Paolo Banchero     | Magic d'Orlando                 |
| Dyson Daniels1     | Pelicans de La Nouvelle-Orléans |
| Jalen Duren        | Pistons de Détroit              |
| Keyonte George     | Jazz de l'Utah                  |
| Scoot Henderson    | Trail Blazers de Portland       |
| Jaden Ivey         | Pistons de Détroit              |
| Keegan Murray      | Kings de Sacramento             |
| Vince Williams Jr. | Grizzlies de Memphis            |

| Joueur             | Équipe                          |
| ------------------ | ------------------------------- |
| Jordan Hawkins     | Pelicans de La Nouvelle-Orléans |
| Chet Holmgren      | Thunder d'Oklahoma City         |
| Walker Kessler     | Jazz de l'Utah                  |
| Dereck Lively II   | Mavericks de Dallas             |
| Bennedict Mathurin | Pacers de l'Indiana             |
| Shaedon Sharpe2    | Trail Blazers de Portland       |
| Jeremy Sochan      | Spurs de San Antonio            |
| Jalen Williams     | Thunder d'Oklahoma City         |

| Joueur            | Équipe                  |
| ----------------- | ----------------------- |
| Izan Almansa (en) | NBA G League Ignite     |
| Emoni Bates       | Charge de Cleveland     |
| Matas Buzelis     | NBA G League Ignite     |
| Ron Holland3      | NBA G League Ignite     |
| Mac McClung       | Magic d'Osceola         |
| Tyler Smith       | NBA G League Ignite     |
| Oscar Tshiebwe    | Mad Ants de l'Indiana   |
| Alondes Williams  | Skyforce de Sioux Falls |

|  | Demi-finales | Demi-finales |            |    | Finale | Finale |
|  | Demi-finales | Demi-finales |            |    | Finale | Finale |
|  |              |              |            |    |        |        |
|  |              |              |            |    |        |        |
|  |              |              |            |    |        |        |
|  | Team Jalen   | 40           |            |    |        |        |
|  | Team Jalen   | 40           |            |    |        |        |
|  | Team Tamika  | 35           |            |    |        |        |
|  | Team Tamika  | 35           | Team Jalen | 25 |        |        |
|  |              |              | Team Jalen | 25 |        |        |
|  |              | Team Detlef  | 13         |    |        |        |
|  | Team Detlef  | Team Detlef  | 13         | 41 |        |        |
|  | Team Detlef  |              |            | 41 |        |        |
|  | Team Pau     | 36           |            |    |        |        |
|  | Team Pau     | 36           |            |    |        |        |

### Compétition 2023
La composition des joueurs est annoncée le 7 février, avec un total de 28 joueurs, repartis entre les rookies, sophomores, les joueurs de la NBA Gatorade League et de la NBA G League Ignite.
| Joueur             | Équipe                          |
| ------------------ | ------------------------------- |
| Jose Alvarado      | Pelicans de La Nouvelle-Orléans |
| Paolo Banchero     | Magic d'Orlando                 |
| Scottie Barnes     | Raptors de Toronto              |
| Jaden Ivey         | Pistons de Détroit              |
| Bennedict Mathurin | Pacers de l'Indiana             |
| Keegan Murray      | Kings de Sacramento             |
| Andrew Nembhard    | Pacers de l'Indiana             |

| Joueur          | Équipe                          |
| --------------- | ------------------------------- |
| Ayo Dosunmu1    | Bulls de Chicago                |
| Jalen Green1    | Rockets de Houston              |
| A. J. Griffin   | Hawks d'Atlanta                 |
| Nah'Shon Hyland | Nuggets de Denver               |
| Walker Kessler  | Jazz de l'Utah                  |
| Trey Murphy III | Pelicans de La Nouvelle-Orléans |
| Alperen Şengün  | Rockets de Houston              |
| Franz Wagner    | Magic d'Orlando                 |

| Joueur           | Équipe                  |
| ---------------- | ----------------------- |
| Jalen Duren2     | Pistons de Détroit      |
| Tari Eason2      | Rockets de Houston      |
| Josh Giddey      | Thunder d'Oklahoma City |
| Quentin Grimes   | Knicks de New York      |
| Evan Mobley      | Cavaliers de Cleveland  |
| Jabari Smith Jr. | Rockets de Houston      |
| Jeremy Sochan    | Spurs de San Antonio    |
| Jalen Williams   | Thunder d'Oklahoma City |

| Joueur             | Équipe                 |
| ------------------ | ---------------------- |
| Sidy Cissoko       | NBA G League Ignite    |
| Scoot Henderson    | NBA G League Ignite    |
| Mojave King        | NBA G League Ignite    |
| Kenneth Lofton Jr. | Hustle de Memphis      |
| Mac McClung        | Blue Coats du Delaware |
| Leonard Miller     | NBA G League Ignite    |
| Scotty Pippen Jr.  | Lakers de South Bay    |

|  | Demi-finales | Demi-finales |          |    | Finale | Finale |
|  | Demi-finales | Demi-finales |          |    | Finale | Finale |
|  |              |              |          |    |        |        |
|  |              |              |          |    |        |        |
|  |              |              |          |    |        |        |
|  | Team Pau     | 40           |          |    |        |        |
|  | Team Pau     | 40           |          |    |        |        |
|  | Team Deron   | 25           |          |    |        |        |
|  | Team Deron   | 25           | Team Pau | 25 |        |        |
|  |              |              | Team Pau | 25 |        |        |
|  |              | Team Joakim  | 20       |    |        |        |
|  | Team Joakim  | Team Joakim  | 20       | 40 |        |        |
|  | Team Joakim  |              |          | 40 |        |        |
|  | Team Jason   | 32           |          |    |        |        |
|  | Team Jason   | 32           |          |    |        |        |

### Compétition 2022
La sélection des joueurs est annoncée le 2 février, avec un total de 28 joueurs, repartis entre les rookies, sophomores et jeunes joueurs de la NBA G League Ignite.
| Joueur          | Équipe                          |
| --------------- | ------------------------------- |
| Scottie Barnes  | Raptors de Toronto              |
| Cade Cunningham | Pistons de Détroit              |
| Ayo Dosunmu     | Bulls de Chicago                |
| Chris Duarte    | Pacers de l'Indiana             |
| Josh Giddey     | Thunder d'Oklahoma City         |
| Jalen Green     | Rockets de Houston              |
| Herbert Jones   | Pelicans de La Nouvelle-Orléans |
| Davion Mitchell | Kings de Sacramento             |
| Evan Mobley     | Cavaliers de Cleveland          |
| Alperen Şengün  | Rockets de Houston              |
| Jalen Suggs     | Magic d'Orlando                 |
| Franz Wagner    | Magic d'Orlando                 |

| Joueur            | Équipe                    |
| ----------------- | ------------------------- |
| Precious Achiuwa  | Raptors de Toronto        |
| Cole Anthony      | Magic d'Orlando           |
| LaMelo Ball       | Hornets de Charlotte      |
| Desmond Bane      | Grizzlies de Memphis      |
| Saddiq Bey        | Pistons de Détroit        |
| Anthony Edwards   | Timberwolves du Minnesota |
| Tyrese Haliburton | Kings de Sacramento       |
| Tyrese Maxey      | 76ers de Philadelphie     |
| Jaden McDaniels   | Timberwolves du Minnesota |
| Isaac Okoro       | Cavaliers de Cleveland    |
| Isaiah Stewart    | Pistons de Détroit        |
| Jae'Sean Tate     | Rockets de Houston        |

| Joueurs de la NBA G League Ignite | Joueurs de la NBA G League Ignite | Joueurs de la NBA G League Ignite | Joueurs de la NBA G League Ignite |
| --------------------------------- | --------------------------------- | --------------------------------- | --------------------------------- |
| MarJon Beauchamp                  | Dyson Daniels                     | Jaden Hardy                       | Scoot Henderson                   |

| Joueur          |
| --------------- |
| Cade Cunningham |
| Dyson Daniels   |
| Evan Mobley     |
| Isaac Okoro     |
| Alperen Şengün  |
| Jae'Sean Tate   |
| Franz Wagner    |

| Joueur          |
| --------------- |
| LaMelo Ball     |
| Scottie Barnes  |
| Ayo Dosunmu     |
| Chris Duarte    |
| Scoot Henderson |
| Jaden McDaniels |
| Davion Mitchell |

| Joueur            |
| ----------------- |
| Precious Achiuwa  |
| Desmond Bane      |
| Saddiq Bey        |
| Anthony Edwards   |
| Tyrese Haliburton |
| Jaden Hardy       |
| Isaiah Stewart    |

| Joueur           |
| ---------------- |
| Cole Anthony     |
| MarJon Beauchamp |
| Josh Giddey      |
| Jalen Green      |
| Herbert Jones    |
| Tyrese Maxey     |
| Jalen Suggs      |

|  | Demi-finales      | Demi-finales    |                   |    | Finale | Finale |
|  | Demi-finales      | Demi-finales    |                   |    | Finale | Finale |
|  |                   |                 |                   |    |        |        |
|  |                   |                 |                   |    |        |        |
|  |                   |                 |                   |    |        |        |
|  | Team Isiah Thomas | 50              |                   |    |        |        |
|  | Team Isiah Thomas | 50              |                   |    |        |        |
|  | Team James Worthy | 49              |                   |    |        |        |
|  | Team James Worthy | 49              | Team Isiah Thomas | 20 |        |        |
|  |                   |                 | Team Isiah Thomas | 20 |        |        |
|  |                   | Team Rick Barry | 25                |    |        |        |
|  | Team Rick Barry   | Team Rick Barry | 25                | 50 |        |        |
|  | Team Rick Barry   |                 |                   | 50 |        |        |
|  | Team Gary Payton  | 48              |                   |    |        |        |
|  | Team Gary Payton  | 48              |                   |    |        |        |

### Match 2021
Le Rising Stars Challenge 2021 n'a pas eu lieu pour le NBA All-Star Game 2021, mais la sélection des joueurs a été faite.
| Poste        | Joueur             | Nat | Équipe                          | Rookie / Sophomore |
| ------------ | ------------------ | --- | ------------------------------- | ------------------ |
| G            | LaMelo Ball        |     | Hornets de Charlotte            | Rookie             |
| G            | Tyrese Haliburton  |     | Kings de Sacramento             | Rookie             |
| G            | Ja Morant          |     | Grizzlies de Memphis            | Sophomore          |
| G            | Anthony Edwards    |     | Timberwolves du Minnesota       | Rookie             |
| G            | Tyler Herro        |     | Heat de Miami                   | Sophomore          |
| G/F          | Keldon Johnson     |     | Spurs de San Antonio            | Sophomore          |
| F            | De'Andre Hunter    |     | Hawks d'Atlanta                 | Sophomore          |
| F            | Michael Porter Jr. |     | Nuggets de Denver               | Sophomore          |
| F            | Zion Williamson    |     | Pelicans de La Nouvelle-Orléans | Sophomore          |
| C            | James Wiseman      |     | Warriors de Golden State        | Rookie             |
| Entraîneur : |                    |     |                                 |                    |

| Poste        | Joueur                   | Nat | Équipe                          | Rookie / Sophomore |
| ------------ | ------------------------ | --- | ------------------------------- | ------------------ |
| G            | Facundo Campazzo         |     | Nuggets de Denver               | Rookie             |
| G            | Théo Maledon             |     | Thunder d'Oklahoma City         | Rookie             |
| G            | Nickeil Alexander-Walker |     | Pelicans de La Nouvelle-Orléans | Sophomore          |
| G            | Mychal Mulder            |     | Warriors de Golden State        | Sophomore          |
| G/F          | R. J. Barrett            |     | Knicks de New York              | Sophomore          |
| G/F          | Luguentz Dort            |     | Thunder d'Oklahoma City         | Sophomore          |
| F            | Deni Avdija              |     | Wizards de Washington           | Rookie             |
| F            | Precious Achiuwa         |     | Heat de Miami                   | Rookie             |
| F            | Rui Hachimura            |     | Wizards de Washington           | Sophomore          |
| F            | Brandon Clarke           |     | Grizzlies de Memphis            | Sophomore          |
| Entraîneur : |                          |     |                                 |                    |

### Match 2020
Le Rising Stars Challenge 2020 a eu lieu le 14 février au United Center, à Chicago.
| Poste        | Joueur               | Nat | Équipe                          | Rookie / Sophomore |
| ------------ | -------------------- | --- | ------------------------------- | ------------------ |
| C            | Wendell Carter Jr. ¹ |     | Bulls de Chicago                | Sophomore          |
| G            | Devonte' Graham      |     | Hornets de Charlotte            | Sophomore          |
| G            | Tyler Herro 2        |     | Heat de Miami                   | Rookie             |
| G            | Ja Morant            |     | Grizzlies de Memphis            | Rookie             |
| G            | Kendrick Nunn        |     | Heat de Miami                   | Rookie             |
| G            | Collin Sexton 2      |     | Cavaliers de Cleveland          | Sophomore          |
| G            | Trae Young           |     | Hawks d'Atlanta                 | Sophomore          |
| F            | Miles Bridges        |     | Hornets de Charlotte            | Sophomore          |
| F            | Jaren Jackson Jr.    |     | Grizzlies de Memphis            | Sophomore          |
| F            | Eric Paschall        |     | Warriors de Golden State        | Rookie             |
| F            | P. J. Washington     |     | Hornets de Charlotte            | Rookie             |
| F            | Zion Williamson ¹    |     | Pelicans de La Nouvelle-Orléans | Rookie             |
| Entraîneur : |                      |     |                                 |                    |

| Poste        | Joueur                   | Nat | Équipe                          | Rookie / Sophomore |
| ------------ | ------------------------ | --- | ------------------------------- | ------------------ |
| G            | Nickeil Alexander-Walker |     | Pelicans de La Nouvelle-Orléans | Rookie             |
| G            | Shai Gilgeous-Alexander  |     | Thunder d'Oklahoma City         | Sophomore          |
| G            | Josh Okogie              |     | Timberwolves du Minnesota       | Sophomore          |
| G/F          | R. J. Barrett            |     | Knicks de New York              | Rookie             |
| G/F          | Luka Dončić              |     | Mavericks de Dallas             | Sophomore          |
| G/F          | Sviatoslav Mykhaïliouk   |     | Pistons de Détroit              | Sophomore          |
| F            | Brandon Clarke           |     | Grizzlies de Memphis            | Rookie             |
| F            | Rui Hachimura            |     | Wizards de Washington           | Rookie             |
| F            | Nicolò Melli 3           |     | Pelicans de La Nouvelle-Orléans | Rookie             |
| C            | DeAndre Ayton 3          |     | Suns de Phoenix                 | Sophomore          |
| C            | Moritz Wagner            |     | Wizards de Washington           | Sophomore          |
| Entraîneur : |                          |     |                                 |                    |

¹ : Zion Williamson remplace Wendell Carter Jr., blessé.
2 : Collin Sexton remplace Tyler Herro, blessé.
3 : Nicolò Melli remplace DeAndre Ayton, blessé.

### Match 2019
Le Rising Stars Challenge 2019 a eu lieu le 15 février au Spectrum Center, à Charlotte.
| Joueur                                        | Équipe                | Rookie/Sophomore |
| --------------------------------------------- | --------------------- | ---------------- |
| De'Aaron Fox                                  | Kings de Sacramento   | Sophomore        |
| Kevin Knox                                    | Knicks de New York    | Rookie           |
| Trae Young                                    | Hawks d'Atlanta       | Rookie           |
| Donovan Mitchell                              | Jazz de l'Utah        | Sophomore        |
| Jayson Tatum                                  | Celtics de Boston     | Sophomore        |
| Kyle Kuzma                                    | Lakers de Los Angeles | Sophomore        |
| John Collins                                  | Hawks d'Atlanta       | Sophomore        |
| Marvin Bagley III                             | Kings de Sacramento   | Rookie           |
| Jaren Jackson Jr.                             | Grizzlies de Memphis  | Rookie           |
| Jarrett Allen                                 | Nets de Brooklyn      | Sophomore        |
| Entraîneur : Kyrie Irving (Celtics de Boston) |                       |                  |

| Joueur                                          | Équipe                    | Rookie/Sophomore |
| ----------------------------------------------- | ------------------------- | ---------------- |
| Shai Gilgeous-Alexander                         | Clippers de Los Angeles   | Rookie           |
| Josh Okogie                                     | Timberwolves du Minnesota | Rookie           |
| Bogdan Bogdanović                               | Kings de Sacramento       | Sophomore        |
| Luka Dončić                                     | Mavericks de Dallas       | Rookie           |
| Ben Simmons                                     | 76ers de Philadelphie     | Sophomore        |
| Cedi Osman                                      | Cavaliers de Cleveland    | Sophomore        |
| Lauri Markkanen                                 | Bulls de Chicago          | Sophomore        |
| Rodions Kurucs                                  | Nets de Brooklyn          | Rookie           |
| OG Anunoby                                      | Raptors de Toronto        | Sophomore        |
| DeAndre Ayton                                   | Suns de Phoenix           | Rookie           |
| Entraîneur : Dirk Nowitzki, Mavericks de Dallas |                           |                  |

### Match 2018
Le Rising Stars Challenge 2018 a eu lieu le 18 février au Staples Center, à Los Angeles.
| Joueur                                       | Équipe                | Rookie/Sophomore |
| -------------------------------------------- | --------------------- | ---------------- |
| De'Aaron Fox ²                               | Kings de Sacramento   | Rookie           |
| Kris Dunn                                    | Bulls de Chicago      | Sophomore        |
| Dennis Smith Jr.                             | Mavericks de Dallas   | Rookie           |
| Donovan Mitchell                             | Jazz de l'Utah        | Rookie           |
| Brandon Ingram                               | Lakers de Los Angeles | Sophomore        |
| Jaylen Brown                                 | Celtics de Boston     | Sophomore        |
| Taurean Prince ¹                             | Hawks d'Atlanta       | Sophomore        |
| Jayson Tatum                                 | Celtics de Boston     | Rookie           |
| Kyle Kuzma                                   | Lakers de Los Angeles | Rookie           |
| John Collins                                 | Hawks d'Atlanta       | Rookie           |
| Entraîneur : Roy Rogers (Rockets de Houston) |                       |                  |

| Joueur                                         | Équipe                | Rookie/Sophomore |
| ---------------------------------------------- | --------------------- | ---------------- |
| Frank Ntilikina                                | Knicks de New York    | Rookie           |
| Jamal Murray                                   | Nuggets de Denver     | Sophomore        |
| Buddy Hield                                    | Kings de Sacramento   | Sophomore        |
| Bogdan Bogdanović                              | Kings de Sacramento   | Rookie           |
| Ben Simmons                                    | 76ers de Philadelphie | Rookie           |
| Dillon Brooks                                  | Grizzlies de Memphis  | Rookie           |
| Dario Šarić                                    | 76ers de Philadelphie | Sophomore        |
| Lauri Markkanen                                | Bulls de Chicago      | Rookie           |
| Domantas Sabonis                               | Pacers de l'Indiana   | Sophomore        |
| Joel Embiid                                    | 76ers de Philadelphie | Sophomore        |
| Entraîneur : Rex Kalamian (Raptors de Toronto) |                       |                  |

¹ Taurean Prince remplace Malcolm Brogdon, blessé.
² De'Aaron Fox remplace Lonzo Ball, blessé.

### Match 2017
Le Rising Stars Challenge 2017 a eu lieu le 17 février à la Smoothie King Center, à La Nouvelle-Orléans.
| Joueur                                         | Équipe                    | Rookie/Sophomore |
| ---------------------------------------------- | ------------------------- | ---------------- |
| Devin Booker                                   | Suns de Phoenix           | Sophomore        |
| Malcolm Brogdon                                | Bucks de Milwaukee        | Rookie           |
| Marquese Chriss                                | Suns de Phoenix           | Rookie           |
| Brandon Ingram                                 | Lakers de Los Angeles     | Rookie           |
| Frank Kaminsky                                 | Hornets de Charlotte      | Sophomore        |
| Jahlil Okafor                                  | 76ers de Philadelphie     | Sophomore        |
| D'Angelo Russell                               | Lakers de Los Angeles     | Sophomore        |
| Jonathon Simmons                               | Spurs de San Antonio      | Sophomore        |
| Karl-Anthony Towns                             | Timberwolves du Minnesota | Sophomore        |
| Myles Turner                                   | Pacers de l'Indiana       | Sophomore        |
| Entraîneur : Jay Larranaga (Celtics de Boston) |                           |                  |

| Joueur                                             | Équipe                          | Rookie/Sophomore |
| -------------------------------------------------- | ------------------------------- | ---------------- |
| Joel Embiid ¹                                      | 76ers de Philadelphie           | Rookie           |
| Dante Exum                                         | Jazz de l'Utah                  | Sophomore        |
| Buddy Hield                                        | Pelicans de La Nouvelle-Orléans | Rookie           |
| Nikola Jokić                                       | Nuggets de Denver               | Sophomore        |
| Trey Lyles                                         | Jazz de l'Utah                  | Sophomore        |
| Emmanuel Mudiay ²                                  | Nuggets de Denver               | Sophomore        |
| Jamal Murray                                       | Nuggets de Denver               | Rookie           |
| Kristaps Porziņģis                                 | Knicks de New York              | Sophomore        |
| Domantas Sabonis                                   | Thunder d'Oklahoma City         | Rookie           |
| Dario Šarić                                        | 76ers de Philadelphie           | Rookie           |
| Álex Abrines *                                     | Thunder d'Oklahoma City         | Rookie           |
| Willy Hernangómez **                               | Knicks de New York              | Rookie           |
| Entraîneur : Mike Brown (Warriors de Golden State) |                                 |                  |

¹ Joel Embiid déclare forfait à cause d'une blessure au genou gauche.
² Emmanuel Mudiay déclare forfait à cause d'une blessure au dos.
* Álex Abrines remplace Joel Embiid.
** Willy Hernangómez remplace Emmanuel Mudiay.

### Match 2016
Le Rising Stars Challenge 2016 a eu lieu le 12 février à  l'Air Canada Centre, à Toronto.
| Joueur                                           | Équipe                    | Rookie/Sophomore |
| ------------------------------------------------ | ------------------------- | ---------------- |
| Jordan Clarkson                                  | Lakers de Los Angeles     | Sophomore        |
| Rodney Hood                                      | Jazz de l'Utah            | Sophomore        |
| Zach LaVine                                      | Timberwolves du Minnesota | Sophomore        |
| Nerlens Noel ²                                   | 76ers de Philadelphie     | Sophomore        |
| Jahlil Okafor                                    | 76ers de Philadelphie     | Rookie           |
| Jabari Parker                                    | Bucks de Milwaukee        | Sophomore        |
| Karl-Anthony Towns                               | Timberwolves du Minnesota | Rookie           |
| Elfrid Payton                                    | Magic d'Orlando           | Sophomore        |
| D'Angelo Russell                                 | Lakers de Los Angeles     | Rookie           |
| Marcus Smart                                     | Celtics de Boston         | Sophomore        |
| Devin Booker **                                  | Suns de Phoenix           | Rookie           |
| Entraîneur : Larry Drew (Cavaliers de Cleveland) |                           |                  |

| Joueur                                             | Équipe                    | Rookie/Sophomore |
| -------------------------------------------------- | ------------------------- | ---------------- |
| Bojan Bogdanović                                   | Nets de Brooklyn          | Sophomore        |
| Clint Capela                                       | Rockets de Houston        | Sophomore        |
| Mario Hezonja                                      | Magic d'Orlando           | Rookie           |
| Nikola Jokić                                       | Nuggets de Denver         | Rookie           |
| / Nikola Mirotić ¹                                 | Bulls de Chicago          | Sophomore        |
| Emmanuel Mudiay                                    | Nuggets de Denver         | Rookie           |
| Raul Neto                                          | Jazz de l'Utah            | Rookie           |
| Kristaps Porziņģis                                 | Knicks de New York        | Rookie           |
| Dwight Powell                                      | Mavericks de Dallas       | Sophomore        |
| Andrew Wiggins                                     | Timberwolves du Minnesota | Sophomore        |
| Trey Lyles *                                       | Jazz de l'Utah            | Rookie           |
| Entraîneur : Ettore Messina (Spurs de San Antonio) |                           |                  |

¹ Nikola Mirotić déclare forfait pour cause de blessure.
² Nerlens Noel déclare forfait pour cause de blessure.
* Trey Lyles remplace Nikola Mirotić blessé
** Devin Booker remplace Nerlens Noel blessé.

### Match 2015
Le Rising Stars Challenge 2015 a eu lieu le 15 février au Barclays Center, à Brooklyn.
| Joueur                                                                    | Équipe                    | Rookie/Sophomore |
| ------------------------------------------------------------------------- | ------------------------- | ---------------- |
| Trey Burke                                                                | Jazz de l'Utah            | Sophomore        |
| Kentavious Caldwell-Pope                                                  | Pistons de Détroit        | Sophomore        |
| Michael Carter-Williams ³                                                 | 76ers de Philadelphie     | Sophomore        |
| Zach LaVine                                                               | Timberwolves du Minnesota | Rookie           |
| Shabazz Muhammad                                                          | Timberwolves du Minnesota | Sophomore        |
| Nerlens Noel                                                              | 76ers de Philadelphie     | Rookie           |
| Victor Oladipo                                                            | Magic d'Orlando           | Sophomore        |
| Elfrid Payton                                                             | Magic d'Orlando           | Rookie           |
| Mason Plumlee                                                             | Nets de Brooklyn          | Sophomore        |
| Cody Zeller                                                               | Hornets de Charlotte      | Sophomore        |
| Robert Covington ***                                                      | 76ers de Philadelphie     | Sophomore        |
| Entraîneur : Alvin Gentry (Entraîneur adjoint : Warriors de Golden State) |                           |                  |

| Joueur                                                             | Équipe                    | Rookie/Sophomore |
| ------------------------------------------------------------------ | ------------------------- | ---------------- |
| Steven Adams ¹                                                     | Thunder d'Oklahoma City   | Sophomore        |
| Giannis Antetokounmpo                                              | Bucks de Milwaukee        | Sophomore        |
| Bojan Bogdanović                                                   | Nets de Brooklyn          | Rookie           |
| Gorgui Dieng                                                       | Timberwolves du Minnesota | Sophomore        |
| Dante Exum                                                         | Jazz de l'Utah            | Rookie           |
| Rudy Gobert                                                        | Jazz de l'Utah            | Sophomore        |
| / Nikola Mirotić                                                   | Bulls de Chicago          | Rookie           |
| Kelly Olynyk ²                                                     | Celtics de Boston         | Sophomore        |
| Dennis Schröder                                                    | Hawks d'Atlanta           | Sophomore        |
| Andrew Wiggins                                                     | Timberwolves du Minnesota | Rookie           |
| Jusuf Nurkić * ⁴                                                   | Nuggets de Denver         | Rookie           |
| Matthew Dellavedova **                                             | Cavaliers de Cleveland    | Sophomore        |
| Kóstas Papanikoláou ****                                           | Rockets de Houston        | Rookie           |
| Entraîneur : Kenny Atkinson (Entraîneur adjoint : Hawks d'Atlanta) |                           |                  |

¹ Steven Adams déclare forfait pour cause de blessure.
² Kelly Olynyk déclare forfait pour cause de blessure.
³ Michael Carter-Williams déclare forfait.
⁴ Jusuf Nurkić déclare forfait.
* Jusuf Nurkić remplace Steven Adams blessé.
** Matthew Dellavedova remplace Kelly Olynyk blessé.
*** Robert Covington remplace Michael Carter-Williams.
**** Kóstas Papanikoláou remplace Jusuf Nurkić.

### Match 2014
Le Rising Stars Challenge 2014 a eu lieu le 14 février au Smoothie King Center, à La Nouvelle-Orléans.
| Joueur                                                                     | Équipe                          | Rookie/Sophomore |
| -------------------------------------------------------------------------- | ------------------------------- | ---------------- |
| Anthony Davis                                                              | Pelicans de La Nouvelle-Orléans | Sophomore        |
| Michael Carter-Williams                                                    | 76ers de Philadelphie           | Rookie           |
| Tim Hardaway, Jr.                                                          | Knicks de New York              | Rookie           |
| Trey Burke                                                                 | Jazz de l'Utah                  | Rookie           |
| Jared Sullinger                                                            | Celtics de Boston               | Sophomore        |
| Mason Plumlee                                                              | Nets de Brooklyn                | Rookie           |
| Victor Oladipo                                                             | Magic d'Orlando                 | Rookie           |
| Steven Adams                                                               | Thunder d'Oklahoma City         | Rookie           |
| Kelly Olynyk                                                               | Celtics de Boston               | Rookie           |
| Entraîneur : Rex Kalamian (Thunder d'Oklahoma City) Manager : Chris Webber |                                 |                  |

| Joueur                                                                | Équipe                    | Rookie/Sophomore |
| --------------------------------------------------------------------- | ------------------------- | ---------------- |
| Damian Lillard                                                        | Trail Blazers de Portland | Sophomore        |
| Bradley Beal                                                          | Wizards de Washington     | Sophomore        |
| Andre Drummond                                                        | Pistons de Détroit        | Sophomore        |
| Harrison Barnes                                                       | Warriors de Golden State  | Sophomore        |
| Terrence Jones                                                        | Rockets de Houston        | Sophomore        |
| Giannis Antetokounmpo                                                 | Bucks de Milwaukee        | Rookie           |
| Jonas Valančiūnas                                                     | Raptors de Toronto        | Sophomore        |
| Dion Waiters                                                          | Cavaliers de Cleveland    | Sophomore        |
| Pero Antić (*)                                                        | Hawks d'Atlanta           | Rookie           |
| Miles Plumlee (*)                                                     | Suns de Phoenix           | Sophomore        |
| Entraîneur : Nate McMillan (Pacers de l'Indiana) Manager : Grant Hill |                           |                  |

(*) : Pero Antić des Hawks d'Atlanta, blessé, est remplacé par Miles Plumlee des Suns de Phoenix.

### Match 2013
Le Rising Stars Challenge 2013 a eu lieu le 15 février au Toyota Center, à Houston.
| Joueur                                                                        | Équipe                    | Rookie/Sophomore |
| ----------------------------------------------------------------------------- | ------------------------- | ---------------- |
| Damian Lillard                                                                | Trail Blazers de Portland | Rookie           |
| Kyrie Irving                                                                  | Cavaliers de Cleveland    | Sophomore        |
| Andre Drummond†                                                               | Pistons de Détroit        | Rookie           |
| Klay Thompson                                                                 | Warriors de Golden State  | Sophomore        |
| Harrison Barnes                                                               | Warriors de Golden State  | Rookie           |
| Chandler Parsons                                                              | Rockets de Houston        | Sophomore        |
| Dion Waiters                                                                  | Cavaliers de Cleveland    | Rookie           |
| Michael Kidd-Gilchrist                                                        | Bobcats de Charlotte      | Rookie           |
| Tyler Zeller                                                                  | Cavaliers de Cleveland    | Rookie           |
| Kemba Walker                                                                  | Bobcats de Charlotte      | Sophomore        |
| Andrew Nicholson†                                                             | Magic d'Orlando           | Rookie           |
| Entraîneur : David Fizdale (Heat de Miami) Manager général : Shaquille O'Neal |                           |                  |

| Joueur                                                                                 | Équipe                         | Rookie/Sophomore |
| -------------------------------------------------------------------------------------- | ------------------------------ | ---------------- |
| Anthony Davis                                                                          | Hornets de La Nouvelle-Orléans | Rookie           |
| Kenneth Faried                                                                         | Nuggets de Denver              | Sophomore        |
| Kawhi Leonard                                                                          | Spurs de San Antonio           | Sophomore        |
| Bradley Beal                                                                           | Wizards de Washington          | Rookie           |
| Ricky Rubio                                                                            | Timberwolves du Minnesota      | Sophomore        |
| Tristan Thompson                                                                       | Cavaliers de Cleveland         | Sophomore        |
| Nikola Vučević                                                                         | Magic d'Orlando                | Sophomore        |
| Brandon Knight                                                                         | Pistons de Détroit             | Sophomore        |
| Isaiah Thomas                                                                          | Kings de Sacramento            | Sophomore        |
| Alexey Shved                                                                           | Timberwolves du Minnesota      | Rookie           |
| Entraîneur : Mike Budenholzer (Spurs de San Antonio) Manager général : Charles Barkley |                                |                  |

†  Andre Drummond n'a pas participé au match à cause d'une blessure. Il fut remplacé par Andrew Nicholson

### Match 2012
Le Rising Stars Challenge 2012 a eu lieu le 24 février à l'Amway Center, à Orlando.
| Joueur                                                                                    | Équipe                    | Rookie/Sophomore |
| ----------------------------------------------------------------------------------------- | ------------------------- | ---------------- |
| Blake Griffin                                                                             | Clippers de Los Angeles   | Sophomore        |
| Jeremy Lin                                                                                | Knicks de New York        | Sophomore        |
| Ricky Rubio                                                                               | Timberwolves du Minnesota | Rookie           |
| Greg Monroe                                                                               | Pistons de Détroit        | Sophomore        |
| Markieff Morris                                                                           | Suns de Phoenix           | Rookie           |
| Kemba Walker                                                                              | Bobcats de Charlotte      | Rookie           |
| Landry Fields                                                                             | Knicks de New York        | Sophomore        |
| Norris Cole                                                                               | Heat de Miami             | Rookie           |
| Brandon Knight                                                                            | Pistons de Détroit        | Rookie           |
| Tristan Thompson                                                                          | Cavaliers de Cleveland    | Rookie           |
| Entraîneurs : Ron Adams (Bulls de Chicago), Steve Kerr Manager général : Shaquille O'Neal |                           |                  |

| Joueur                                                                                                  | Équipe                    | Rookie/Sophomore |
| --- | ------------------------- | ---------------- |
| Kyrie Irving                                                                                            | Cavaliers de Cleveland    | Rookie           |
| DeMarcus Cousins                                                                                        | Kings de Sacramento       | Sophomore        |
| Paul George                                                                                             | Pacers de l'Indiana       | Sophomore        |
| Derrick Williams                                                                                        | Timberwolves du Minnesota | Rookie           |
| MarShon Brooks                                                                                          | Nets du New Jersey        | Rookie           |
| John Wall                                                                                               | Wizards de Washington     | Sophomore        |
| Gordon Hayward                                                                                          | Jazz de l'Utah            | Sophomore        |
| Tiago Splitter^                                                                                         | Spurs de San Antonio      | Sophomore        |
| Kawhi LeonardNPJ                                                                                        | Spurs de San Antonio      | Rookie           |
| Evan Turner                                                                                             | 76ers de Philadelphie     | Sophomore        |
| Derrick Favors^                                                                                         | Jazz de l'Utah            | Sophomore        |
| Entraîneurs : Maurice Cheeks (Thunder d'Oklahoma City), Mike Fratello Manager général : Charles Barkley |                           |                  |

^ Tiago Splitter n'a pas participé au match à cause d'une blessure. Il fut remplacé par Derrick Favors.

NPJ Kawhi Leonard n'a pas joué durant le match.

### Match 2011
Le Rookie Challenge 2011 a eu lieu le vendredi 12 février au Staples Center, à Los Angeles.
| Joueur                                                                     | Équipe                    |
| -------------------------------------------------------------------------- | ------------------------- |
| Eric Bledsoe                                                               | Clippers de Los Angeles   |
| DeMarcus Cousins                                                           | Kings de Sacramento       |
| Derrick Favors                                                             | Nets du New Jersey        |
| Landry Fields                                                              | Knicks de New York        |
| Blake Griffin                                                              | Clippers de Los Angeles   |
| Wesley Johnson                                                             | Timberwolves du Minnesota |
| Greg Monroe                                                                | Pistons de Détroit        |
| Gary Neal                                                                  | Spurs de San Antonio      |
| John Wall                                                                  | Wizards de Washington     |
| Entraîneur : Mike Budenholzer Assistants : Amar'e Stoudemire, Kevin McHale |                           |

| Joueur                                                               | Équipe                    |
| -------------------------------------------------------------------- | ------------------------- |
| DeJuan Blair                                                         | Spurs de San Antonio      |
| Stephen Curry                                                        | Warriors de Golden State  |
| Tyreke Evans‡                                                        | Kings de Sacramento       |
| DeMar DeRozan                                                        | Raptors de Toronto        |
| Taj Gibson                                                           | Bulls de Chicago          |
| James Harden‡                                                        | Thunder d'Oklahoma City   |
| Jrue Holiday                                                         | 76ers de Philadelphie     |
| Serge Ibaka                                                          | Thunder d'Oklahoma City   |
| Brandon Jennings                                                     | Bucks de Milwaukee        |
| Wesley Matthews                                                      | Trail Blazers de Portland |
| Entraîneur : Lawrence Frank Assistants : Carmelo Anthony, Steve Kerr |                           |

‡ Tyreke Evans n'a pas participé au match à cause d'une blessure. Il fut remplacé par James Harden.

### Match 2010
Le Rookie Challenge 2010 a eu lieu le vendredi 12 février à l'American Airlines Center, à Dallas.
| Joueur                                               | Équipe                    |
| ---------------------------------------------------- | ------------------------- |
| DeJuan Blair                                         | Spurs de San Antonio      |
| Omri Casspi                                          | Kings de Sacramento       |
| Stephen Curry                                        | Warriors de Golden State  |
| Tyreke Evans                                         | Kings de Sacramento       |
| Jonny Flynn                                          | Timberwolves du Minnesota |
| Taj Gibson                                           | Bulls de Chicago          |
| James Harden                                         | Thunder d'Oklahoma City   |
| Brandon Jennings                                     | Bucks de Milwaukee        |
| Jonas Jerebko                                        | Pistons de Détroit        |
| Entraîneur : Adrian Dantley Assistant : Kevin Durant |                           |

| Joueur                                            | Équipe                    |
| ------------------------------------------------- | ------------------------- |
| Michael Beasley                                   | Heat de Miami             |
| Marc Gasol                                        | Grizzlies de Memphis      |
| Danilo Gallinari                                  | Knicks de New York        |
| Eric Gordon                                       | Clippers de Los Angeles   |
| Brook Lopez                                       | Nets du New Jersey        |
| Kevin Love                                        | Timberwolves du Minnesota |
| O. J. Mayo                                        | Grizzlies de Memphis      |
| Anthony Morrow *                                  | Warriors de Golden State  |
| Russell Westbrook                                 | Thunder d'Oklahoma City   |
| Entraîneur : Patrick Ewing Assistant : Chris Bosh |                           |

*NB :Anthony Morrow a remplacé Derrick Rose, convoqué pour participer au Skills Challenge et au All-Star Game

### Match 2009
Le Rookie Challenge 2009 a eu lieu le vendredi 13 février à l'US Airways Center, à Phoenix.
| Joueur                                            | Équipe                    |
| ------------------------------------------------- | ------------------------- |
| Michael Beasley                                   | Heat de Miami             |
| Rudy Fernández                                    | Trail Blazers de Portland |
| Marc Gasol                                        | Grizzlies de Memphis      |
| Eric Gordon                                       | Clippers de Los Angeles   |
| Brook Lopez                                       | Nets du New Jersey        |
| O.J. Mayo                                         | Grizzlies de Memphis      |
| Greg Oden                                         | Trail Blazers de Portland |
| Derrick Rose                                      | Bulls de Chicago          |
| Russell Westbrook                                 | Thunder d'Oklahoma City   |
| Entraîneur : John Kuester Assistant : Dwyane Wade |                           |

| Joueur                                             | Équipe                  |
| -------------------------------------------------- | ----------------------- |
| Aaron Brooks                                       | Rockets de Houston      |
| Wilson Chandler                                    | Knicks de New York      |
| Kevin Durant                                       | Thunder d'Oklahoma City |
| Jeff Green                                         | Thunder d'Oklahoma City |
| Al Horford                                         | Hawks d'Atlanta         |
| Luis Scola                                         | Rockets de Houston      |
| Al Thornton                                        | Clippers de Los Angeles |
| Rodney Stuckey                                     | Pistons de Détroit      |
| Thaddeus Young                                     | 76ers de Philadelphie   |
| Entraîneur : Kurt Rambis Assistant : Dwight Howard |                         |

### Match 2008
Le Rookie Challenge 2008 a eu lieu le vendredi 15 février à la New Orleans Arena, à La Nouvelle-Orléans.
| Joueur                                             | Équipe                 |
| -------------------------------------------------- | ---------------------- |
| Mike Conley, Jr.                                   | Grizzlies de Memphis   |
| Kevin Durant                                       | SuperSonics de Seattle |
| Jeff Green                                         | SuperSonics de Seattle |
| Al Horford                                         | Hawks d'Atlanta        |
| Jamario Moon                                       | Raptors de Toronto     |
| Juan Carlos Navarro                                | Grizzlies de Memphis   |
| Luis Scola                                         | Rockets de Houston     |
| Sean Williams                                      | Nets du New Jersey     |
| Yi Jianlian                                        | Bucks de Milwaukee     |
| Entraîneur : Darrell Walker Assistant : Bob Pettit |                        |

| Joueur                                             | Équipe                    |
| -------------------------------------------------- | ------------------------- |
| LaMarcus Aldridge                                  | Trail Blazers de Portland |
| Andrea Bargnani                                    | Raptors de Toronto        |
| Ronnie Brewer                                      | Jazz de l'Utah            |
| Jordan Farmar                                      | Lakers de Los Angeles     |
| Rudy Gay                                           | Grizzlies de Memphis      |
| Daniel Gibson                                      | Cavaliers de Cleveland    |
| Paul Millsap                                       | Jazz de l'Utah            |
| Rajon Rondo                                        | Celtics de Boston         |
| Brandon Roy                                        | Trail Blazers de Portland |
| Entraîneur : Tom Thibodeau Assistant : Willis Reed |                           |

### Match 2007
Le Rookie Challenge 2007 a eu lieu le vendredi 16 février au Thomas & Mack Center à Las Vegas.
| Joueur                                          | Équipe                    |
| ----------------------------------------------- | ------------------------- |
| Andrea Bargnani                                 | Raptors de Toronto        |
| Jordan Farmar                                   | Lakers de Los Angeles     |
| Randy Foye                                      | Timberwolves du Minnesota |
| Jorge Garbajosa                                 | Raptors de Toronto        |
| Rudy Gay                                        | Grizzlies de Memphis      |
| Paul Millsap                                    | Jazz de l'Utah            |
| Adam Morrison                                   | Bobcats de Charlotte      |
| Brandon Roy                                     | Trail Blazers de Portland |
| Marcus Williams                                 | Nets du New Jersey        |
| Entraîneur : Mike O'Koren Assistant : Dave Bing |                           |

| Joueur                                                | Équipe                         |
| ----------------------------------------------------- | ------------------------------ |
| Andrew Bogut                                          | Bucks de Milwaukee             |
| Andrew Bynum                                          | Lakers de Los Angeles          |
| Monta Ellis                                           | Warriors de Golden State       |
| Raymond Felton                                        | Bobcats de Charlotte           |
| Danny Granger                                         | Pacers de l'Indiana            |
| Luther Head                                           | Rockets de Houston             |
| David Lee                                             | Knicks de New York             |
| Chris Paul                                            | Hornets de La Nouvelle-Orléans |
| Deron Williams                                        | Jazz de l'Utah                 |
| Entraîneur : Mike Iavaroni Assistant : Oscar Robinson |                                |

### Match 2006
Le Rookie Challenge 2006 a eu lieu le 17 février au Toyota Center à Houston.
| Joueur                                           | Équipe                         |
| ------------------------------------------------ | ------------------------------ |
| Andrew Bogut                                     | Bucks de Milwaukee             |
| Channing Frye                                    | Knicks de New York             |
| Danny Granger                                    | Pacers de l'Indiana            |
| Luther Head                                      | Rockets de Houston             |
| Šarūnas Jasikevičius                             | Pacers de l'Indiana            |
| Chris Paul                                       | Hornets de La Nouvelle-Orléans |
| Nate Robinson                                    | Knicks de New York             |
| Charlie Villanueva                               | Raptors de Toronto             |
| Deron Williams                                   | Jazz de l'Utah                 |
| Entraineur : Sidney Lowe Assistant : Elvin Hayes |                                |

| Joueur                                           | Équipe                |
| ------------------------------------------------ | --------------------- |
| Luol Deng                                        | Bulls de Chicago      |
| T.J. Ford                                        | Bucks de Milwaukee    |
| Ben Gordon                                       | Bulls de Chicago      |
| Devin Harris                                     | Mavericks de Dallas   |
| Dwight Howard                                    | Magic d'Orlando       |
| Andre Iguodala                                   | 76ers de Philadelphie |
| Nenad Krstic                                     | Nets du New Jersey    |
| Jameer Nelson                                    | Magic d'Orlando       |
| Andrés Nocioni                                   | Bulls de Chicago      |
| Emeka Okafor *                                   | Bobcats de Charlotte  |
| Entraineur : Del Harris Assistant : Moses Malone |                       |

*NB :Emeka Okafor ne joua pas pour cause de blessure

### Match 2005
Le Rookie Challenge 2005 a eu lieu le 18 février au Pepsi Center à Denver.
| Joueur                                               | Équipe                |
| ---------------------------------------------------- | --------------------- |
| Tony Allen                                           | Celtics de Boston     |
| Luol Deng                                            | Bulls de Chicago      |
| Ben Gordon                                           | Bulls de Chicago      |
| Devin Harris                                         | Mavericks de Dallas   |
| Dwight Howard                                        | Magic d'Orlando       |
| Andre Iguodala                                       | 76ers de Philadelphie |
| Emeka Okafor**                                       | Bobcats de Charlotte  |
| Josh Smith                                           | Hawks d'Atlanta       |
| Beno Udrih                                           | Spurs de San Antonio  |
| Al Jefferson                                         | Celtics de Boston     |
| Entraîneur : P.J. Carlesimo Assistant : Alex English |                       |

| Joueur                                       | Équipe                 |
| -------------------------------------------- | ---------------------- |
| Carmelo Anthony                              | Nuggets de Denver      |
| Chris Bosh                                   | Raptors de Toronto     |
| Udonis Haslem                                | Heat de Miami          |
| Kirk Hinrich                                 | Bulls de Chicago       |
| Josh Howard                                  | Mavericks de Dallas    |
| LeBron James                                 | Cavaliers de Cleveland |
| Kyle Korver                                  | 76ers de Philadelphie  |
| Luke Ridnour                                 | SuperSonics de Seattle |
| Dwyane Wade                                  | Heat de Miami          |
| Entraîneur : Bob McAdoo Assistant : Doug Moe |                        |

**N'a pas joué pour cause de blessure

### Match 2004
Le Rookie Challenge 2004 a eu lieu le 18 février au Staples Center à Los Angeles. 

Ce fut le premier match joué un vendredi.
| Joueur                                           | Équipe                  |
| ------------------------------------------------ | ----------------------- |
| Carmelo Anthony                                  | Nuggets de Denver       |
| Chris Bosh                                       | Raptors de Toronto      |
| Udonis Haslem                                    | Heat de Miami           |
| LeBron James                                     | Cavaliers de Cleveland  |
| Jarvis Hayes                                     | Wizards de Washington   |
| Kirk Hinrich                                     | Bulls de Chicago        |
| Josh Howard                                      | Mavericks de Dallas     |
| Chris Kaman                                      | Clippers de Los Angeles |
| Dwyane Wade                                      | Heat de Miami           |
| Entraîneur : Doug Collins Assistant : A.C. Green |                         |

| Joueur                                                      | Équipe                   |
| ----------------------------------------------------------- | ------------------------ |
| Carlos Boozer                                               | Cavaliers de Cleveland   |
| Mike Dunleavy Jr.                                           | Warriors de Golden State |
| Emanuel Ginobili                                            | Spurs de San Antonio     |
| Marko Jaric                                                 | Clippers de Los Angeles  |
| Ronald Murray                                               | SuperSonics de Seattle   |
| Nenê                                                        | Nuggets de Denver        |
| Tayshaun Prince                                             | Pistons de Détroit       |
| Amar'e Stoudemire                                           | Suns de Phoenix          |
| Yao Ming                                                    | Rockets de Houston       |
| Entraîneur : Michael Cooper Assistant : Kareem Abdul-Jabbar |                          |

### Match 2003
Le Rookie Challenge 2003 a eu lieu le 8 février à la Philips Arena à Atlanta. 

Ce fut la dernière édition jouée le samedi.
| Joueur                                                 | Équipe                  |
| ------------------------------------------------------ | ----------------------- |
| Jay Williams                                           | Bulls de Chicago        |
| Gordan Giriček                                         | Magic d'Orlando         |
| Caron Butler                                           | Heat de Miami           |
| Drew Gooden                                            | Grizzlies de Memphis    |
| Amar'e Stoudemire                                      | Suns de Phoenix         |
| Carlos Boozer                                          | Cavaliers de Cleveland  |
| Nenê                                                   | Nuggets de Denver       |
| Marko Jaric                                            | Clippers de Los Angeles |
| Dajuan Wagner                                          | Cavaliers de Cleveland  |
| Entraîneur : Cotton Fitzsimmons Assistant : Lou Hudson |                         |

| Joueur                                            | Équipe                   |
| ------------------------------------------------- | ------------------------ |
| Gilbert Arenas                                    | Warriors de Golden State |
| Tony Parker                                       | Spurs de San Antonio     |
| Troy Murphy                                       | Warriors de Golden State |
| Richard Jefferson                                 | Nets du New Jersey       |
| Pau Gasol                                         | Grizzlies de Memphis     |
| Andrei Kirilenko                                  | Jazz de l'Utah           |
| Jason Richardson                                  | Warriors de Golden State |
| Tyson Chandler                                    | Bulls de Chicago         |
| Jamaal Tinsley                                    | Pacers de l'Indiana      |
| Entraîneur : Mike Fratello Assistant : Bob Pettit |                          |

### Match 2002
Le Rookie Challenge 2002 a eu lieu le 9 février au First Union Center à Philadelphie.
| Joueur                                             | Équipe                   |
| -------------------------------------------------- | ------------------------ |
| Jason Richardson                                   | Warriors de Golden State |
| Jamaal Tinsley                                     | Pacers de l'Indiana      |
| Pau Gasol                                          | Grizzlies de Memphis     |
| Shane Battier                                      | Grizzlies de Memphis     |
| Brendan Haywood                                    | Wizards de Washington    |
| Zeljko Rebraca                                     | Pistons de Détroit       |
| Tony Parker                                        | Spurs de San Antonio     |
| Joe Johnson                                        | Suns de Phoenix          |
| Andrei Kirilenko                                   | Jazz de l'Utah           |
| Entraîneur : Chuck Daly Assistant : Darryl Dawkins |                          |

| Joueur                                                | Équipe                  |
| ----------------------------------------------------- | ----------------------- |
| Quentin Richardson                                    | Clippers de Los Angeles |
| Mike Miller                                           | Magic d'Orlando         |
| Kenyon Martin                                         | Nets du New Jersey      |
| Lee Nailon                                            | Charlotte Hornets       |
| Chris Mihm                                            | Cavaliers de Cleveland  |
| Marcus Fizer                                          | Bulls de Chicago        |
| Darius Miles                                          | Clippers de Los Angeles |
| Desmond Mason                                         | SuperSonics de Seattle  |
| Hidayet Türkoğlu                                      | Kings de Sacramento     |
| Entraîneur : Billy Cunningham Assistant : Bobby Jones |                         |

### Match 2001
Le Rookie Challenge 2001 a eu lieu le 10 février au Verizon Center à Washington.
| Joueur                                             | Équipe                   |
| -------------------------------------------------- | ------------------------ |
| Marc Jackson                                       | Warriors de Golden State |
| Morris Peterson                                    | Raptors de Toronto       |
| Kenyon Martin                                      | Nets du New Jersey       |
| Mateen Cleaves                                     | Pistons de Détroit       |
| Quentin Richardson                                 | Clippers de Los Angeles  |
| Khalid El-Amin                                     | Bulls de Chicago         |
| Stephen Jackson                                    | Nets du New Jersey       |
| Darius Miles                                       | Clippers de Los Angeles  |
| Mike Miller                                        | Magic d'Orlando          |
| Entraîneur : Kevin Loughery Assistant : Jack Marin |                          |

| Joueur                                            | Équipe                    |
| ------------------------------------------------- | ------------------------- |
| Elton Brand                                       | Bulls de Chicago          |
| Richard Hamilton                                  | Wizards de Washington     |
| Lamar Odom                                        | Clippers de Los Angeles   |
| Baron Davis                                       | Charlotte Hornets         |
| Steve Francis                                     | Rockets de Houston        |
| Shawn Marion                                      | Suns de Phoenix           |
| Andre Miller                                      | Cavaliers de Cleveland    |
| Wally Szczerbiak                                  | Timberwolves du Minnesota |
| Jason Terry                                       | Hawks d'Atlanta           |
| Entraîneur : Elvin Hayes Assistant : Phil Chenier |                           |

### Match 2000
Le Rookie Challenge 2000 a eu lieu le 11 février à la Oakland Arena à Oakland.
| Joueur                                           | Équipe                    |
| ------------------------------------------------ | ------------------------- |
| Andre Miller                                     | Cavaliers de Cleveland    |
| Elton Brand                                      | Bulls de Chicago          |
| Lamar Odom                                       | Clippers de Los Angeles   |
| Steve Francis                                    | Rockets de Houston        |
| James Posey                                      | Nuggets de Denver         |
| Adrian Griffin                                   | Celtics de Boston         |
| Todd MacCulloch                                  | 76ers de Philadelphie     |
| Wally Szczerbiak                                 | Timberwolves du Minnesota |
| Entraîneur : Al Attles Assistant : Nate Thurmond |                           |

| Joueur                                           | Équipe                   |
| ------------------------------------------------ | ------------------------ |
| Dirk Nowitzki                                    | Mavericks de Dallas      |
| Paul Pierce                                      | Celtics de Boston        |
| Raef LaFrentz                                    | Nuggets de Denver        |
| Cuttino Mobley                                   | Rockets de Houston       |
| Jason Williams                                   | Kings de Sacramento      |
| Mike Bibby                                       | Vancouver Grizzlies      |
| Michael Dickerson                                | Vancouver Grizzlies      |
| Michael Olowokandi                               | Clippers de Los Angeles  |
| Antawn Jamison**                                 | Warriors de Golden State |
| Entraîneur : Bill Russell Assistant : K.C. Jones |                          |

**N'a pas joué pour cause de blessure